# Біркіркарський трамвай
Біркіркарський трамвай — трамвайна система міста Біркіркара Мальти 